# Donji Davidovići
Donji Davidovići (cyr. Доњи Давидовићи) – wieś w Bośni i Hercegowinie, w Republice Serbskiej, w gminie Bileća. W 2013 roku liczyła 18 mieszkańców.